# 烏斯蔵
烏斯蔵（うしぞう；拼音: wūsīzàng）は、元代より清代の康熙中期にかけての中国文献において使用された中央チベットに対する呼称。「烏思蔵」も同じ。
チベットのウー・ツァン地方のチベット語表記「dbus gtsang」を転写したものであるが、漠然とチベット全体を指す呼称としても使用された。
主として康熙帝期に編纂された『明史』鄧愈伝には、明朝成立直後の1370年、鄧愈による烏斯蔵攻略について書かれている。
康熙後期以降は、西蔵という呼称が一般的になった。
『西遊記』において、天界を追放された天蓬元帥（猪八戒）が、三蔵法師一行に出会うまで、半人半豚の姿に身をやつし、高翠蘭（こう・すいらん）の婿養子として暮らしていた土地を「烏斯蔵国」というが、小説中に描写されている人々の風俗習慣には、ほとんどチベットらしさはみられない。